# Salamon-szigeteki Munkáspárt
A Salamon-szigeteki Munkáspárt (Solomon Islands Labour Party) a Salamon-szigetek egyik szocialista pártja.

## Története
A politikai szervezetet 1988-ban alapították a Salamon-szigeteki Szakszervezeti Tanács (Solomon Islands Council of Trade Unions) közreműködésével. A párt vezetője: Joses Tuhanuku.
A 2006-os parlamenti választásokon a párt 1733 szavazatot kapott (0,9%), így nem nyert törvényhozási mandátumot.